# アレクサンダー・テクニーク
アレクサンダー・テクニーク（Alexander Technique）とは、心身が行なっている緊張をやめていく事で、自分がやりすぎている事について感じる気づき（アウェアネス）を高めることによって、自己についての学びを深めることを目指す心身技法である。
頭-首-背中の関係、やめること、Let（許す、ゆだねる、妨げないでさせる）、ダイレクションに注目することに特徴がある。一般には、背中や腰の痛みの原因を改善、事故後のリハビリテーション、呼吸法の改善、楽器演奏法、発声法や演技を妨げる癖の改善などに用いられることがある。

## 歴史
アレクサンダー・テクニークを発見し方法論化したのは、フレデリック・マサイアス・アレクサンダー（Frederick Matthias Alexander, 1869年 - 1955年）である。アレクサンダーは、オーストラリアでシェイクスピア作品の若い俳優として有望なスタートをしたが、舞台上で声が出なくなる不調に襲われるようになった。役者として致命的な不調であったが、医者も治療のしようがなく、彼は原因をつきとめるべく三面鏡のまえで自分の発話の瞬間を観察していった。そこで彼は、声を出そうと思った瞬間に、その「声を出そう」という意欲によって、意識せずに首の後ろを縮め緊張させていたことを発見した。このため頭が重たくのしかかり、声帯や背骨など様々な個所を圧迫していたのである。それと反対に、首が楽で、頭部を軽く脊椎の上でバランスを保っていれば声が楽に出ることにも気づいた。
この発見が契機となって、アレクサンダーは、頭、首、背骨の緊張がなければ人間に生来そなわっている初源的調整作用 (プライマリーコントロールprimary control) が活性化され、自分の全力が自由に発揮されると唱えた。無意識的な習慣や癖（自己の間違った使い方、自己の誤用 mis-use of the self）のために、何かをしようという際に不必要な反応を生じ、不必要な運動を行おうとして緊張を生じることがその行為・動作を妨げているとされ、（さらに何らかの新しい努力や行為を追加するのではなく）そのような習慣的な反応を抑制（inhibition）することで改善が見られるというのが、基本的な考え方である。アレクサンダー・テクニークにおいては、これは深層の繊細な筋肉に働きかけるために、始めは教師の手を借りながら、不要な動きが生じようとすることを抑制させることで、思うことと動きを一致させる経験が必要とされている。この手を用いた指導法は、訓練されたかすかで繊細な手の用い方が要求され、hands-onと呼ばれる。短絡的にすぐ結果を得ようとする態度をend-gaining（結果の先取り、というような意味）と呼んで戒めている。これに対して、より間接的に、そのような状態を生み出している自分の中の欲求や意図に気づいて、それらへの自動的な反応を抑制することが重要であるとされ、そのような手段をmeans-wherebyと呼ぶ。また、初源的調整作用（primary control）による自動調節が機能しやすいように、首や背中のありかたについて「首が自由であることをゆるす、頭が前へと上へと向かうことをゆるすために、そしてさらに背中が長く広くなることをゆるすために」など、自ら積極的に方向性を示すことを方向付け・方向性(direction)と呼び、抑制とともにアレクサンダー・テクニークの重要な概念となっている。
たとえば、足の使い方に無自覚で不自然な癖（誤用 mis-use）があったとして、そのために激しい運動を行って一部の筋を痛めたという場合、その部分の筋力が不足しているのだから筋力トレーニングを行えばよい、という考え方は end-gaining 的であり、トレーニングによって筋力が増したとしても同じ誤用が一部の筋肉に局所的な負担をかけて続けている限り、問題はいずれ再発する可能性が高い。これに対してアレクサンダー・テクニークでは、どのような癖のためにどのような負担が生じているのかを自分で気づいて、その緊張を生じるような自動的な反応を抑制（inhibition）しつつ、同時に、頭、首や背骨などに備わる初源的調整作用（primary control）に対して、方向性（direction）を示し続けることで、負担の少ない新しい自己の使い方によって、足を動かすことを学習する。
アレクサンダーは自力で問題を解決し、その方法を他人にも教えはじめた。その過程において、発声だけでなく他の心身活動に役立つことに気付いていった。
1904年以降、ロンドンにおいて演技のための身体調整方法として教えていき、やがて知識人など俳優以外も教えていった。アレクサンダーは教師の養成にも尽力した。現在では世界中で2,3千人のアレクサンダー教師たちがテクニークを教えている。欧米では近年、大半の音楽学校や演劇学校が、アレクサンダー・テクニークを正規の授業として取り入れている。

## 著名人
アレクサンダー・テクニークのレッスンを受けた俳優として、パトリック・スチュアート、ロビン・ウィリアムズ、クリストファー・リーブ、ウィリアム・ハート、近年ではキアヌ・リーブス、ヒラリー・スワンク、ビクトリア・ベッカムらの名があげられる。ミュージシャンのポール・マッカートニーやスティングら、ヴァイオリニストのユーディ・メニューイン、声楽家のエマ・カークビー、指揮者のサー・コリン・デイヴィスも実践者である。パフォーマーのみならず、支持者のなかには哲学者のジョン・デューイ、劇作家のバーナード・ショー、作家のオルダス・ハクスリーなどの名もある。1973年に動物行動学者のニコ・ティンバーゲンが、ノーベル賞の受賞記念講演で言及した（『ノーベル賞講演生理学・医学13巻』講談社 参照）。
なおティンバーゲンは1974年のScience誌の論文でもF.M.アレクサンダーのテクニックが姿勢に及ぼす効果を、写真入りで解説している。

## 世界大会
2 - 5年に1度、上記の資格を認定する協会からは完全に独立して組織された委員会による国際会議、アレクサンダー・テクニーク世界大会(International Congress of the F.M. Alexander Technique)が開催される。ここでは、教師や訓練生、一般の生徒たちの学びと相互交流の場になっている。